# Halvor Hilde Gunleiksrud
Halvor Hilde Gunleiksrud (18 novembre 2000) è uno sciatore alpino norvegese.

## Biografia
Specialista delle prove tecniche attivo dal dicembre del 2016, in Coppa Europa Gunleiksrud ha esordito il 2 dicembre 2019 a Trysil in slalom gigante (53º), ha conquistato il primo podio il 12 dicembre 2022 a Zinal nella medesima specialità (3º), la prima vittoria il 17 febbraio 2023 a Berchtesgaden in slalom speciale e ha vinto la classifica di slalom speciale nella stagione 2022-2023; ha esordito in Coppa del Mondo il 18 novembre 2023 a Gurgl in slalom speciale, senza qualificarsi per la seconda manche. Non ha preso parte a rassegne olimpiche o iridate.

## Palmarès

### Coppa del Mondo
- Miglior piazzamento in classifica generale: 132º nel 2024

### Coppa Europa
- Miglior piazzamento in classifica generale: 4º nel 2023
- Vincitore della classifica di slalom speciale nel 2023
- 6 podi:
  - 2 vittorie
  - 4 terzi posti

#### Coppa Europa - vittorie
| Data             | Località      | Paese    | Specialità |
| ---------------- | ------------- | -------- | ---------- |
| 17 febbraio 2023 | Berchtesgaden | Germania | SL         |
| 18 febbraio 2023 | Berchtesgaden | Germania | SL         |

Legenda:

SL = slalom speciale

### Campionati norvegesi
- 1 medaglia:
  - 1 bronzo (slalom gigante nel 2024)